# Косяково (озеро)
Кося́ково — озеро в России, располагается в центре одноимённого села на территории Зеленодольского района Республики Татарстан. Относится к бассейну реки Свияга.
Представляет собой водоём карстово-суффозионного происхождения, находящийся на водоразделе рек Аря и Бува. Озеро имеет округлую форму, длиной 250 м и максимальной шириной в 210 м. Площадь водной поверхности озера составляет 4 га. Наибольшая глубина достигает 2,2 м, средняя глубина равняется 1,4 м. Уровень уреза воды находится на высоте 92 м над уровнем моря.